# Châtillon-en-Michaille
Châtillon-en-Michaille – miejscowość i dawna gmina we Francji, w regionie Owernia-Rodan-Alpy, w departamencie Ain. W 2013 roku populacja ówczesnej gminy wynosiła 3253 mieszkańców.
W dniu 1 stycznia 2019 roku z połączenia trzech ówczesnych gmin – Bellegarde-sur-Valserine, Châtillon-en-Michaille oraz Lancrans – powstała nowa gmina Valserhône. Siedzibą gminy została miejscowość Bellegarde-sur-Valserine.